# Kloster Mor Gabriel
Koordinaten: 37° 19′ 19,1″ N, 41° 32′ 18,4″ O

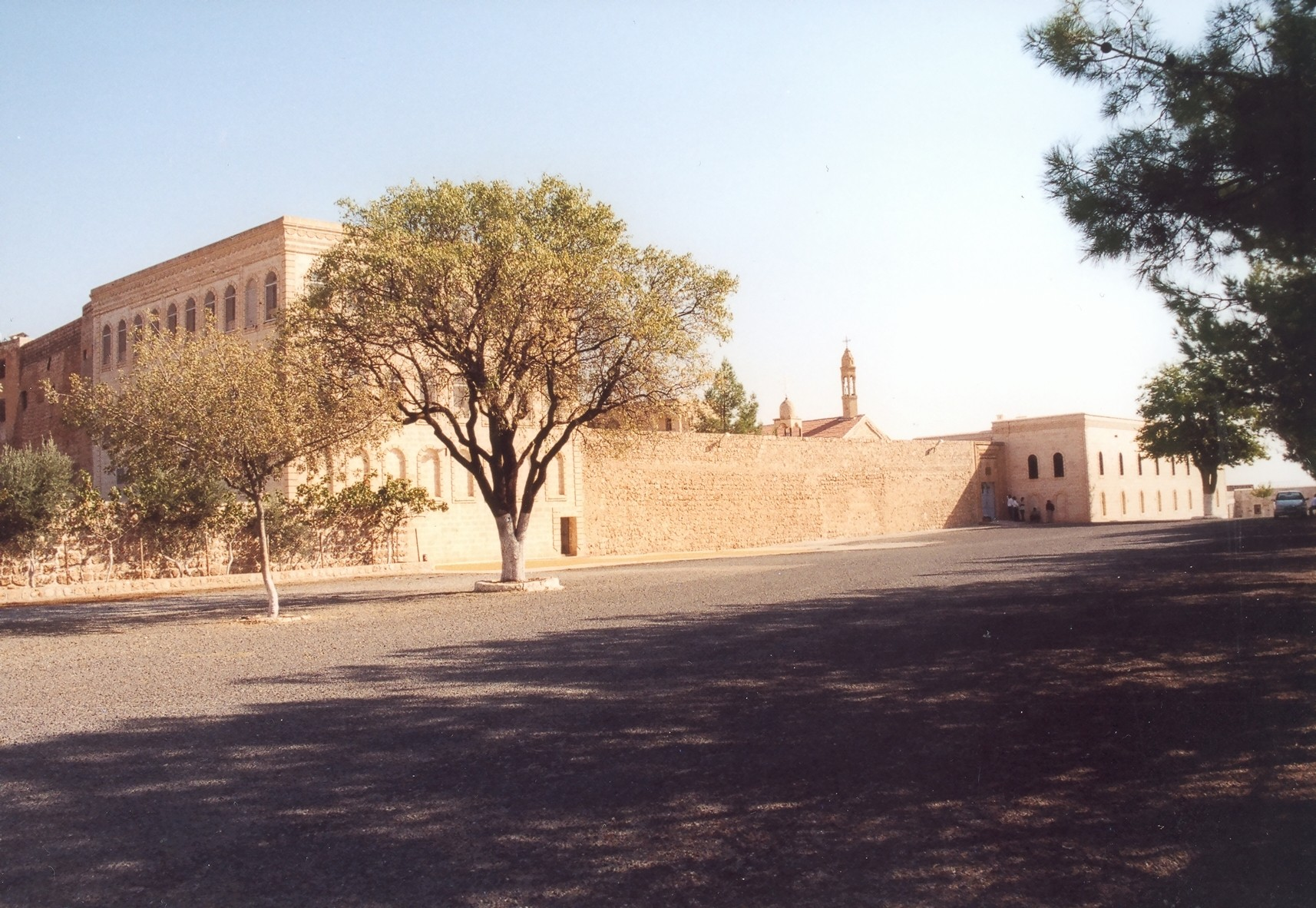
Das Kloster Mor Gabriel

Das syrisch-orthodoxe Kloster Mor Gabriel (syrisch-aramäisch ܕܝܪܐ ܕܡܪܝ ܓܒܪܐܝܠ, auch Kloster Mar Gabriel oder Kloster Qart(a)min, türkisch Deyrulumur Manastırı) ist eines der ältesten christlichen Klöster der Welt. Es liegt im Tur Abdin in der Südosttürkei und ist bis heute eines der bedeutendsten Klöster der Syrisch-orthodoxen Kirche von Antiochien und Sitz des Metropoliten des Tur Abdin Mor Timotheos Samuel Aktaş.

## Geografische Lage
Das Kloster liegt ca. 20 km südöstlich der Stadt Midyat in der kargen Berglandschaft des Tur Abdin (übersetzt „Berg der Knechte“, gemeint sind die Knechte Gottes). Es liegt auf dem Gebiet der türkischen Provinz Mardin im Landkreis Midyat.

## Name

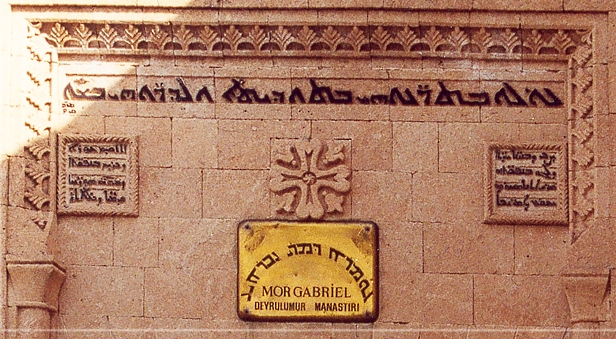
Über der Pforte des Klosters

Im 7. Jahrhundert bekam das Kloster seinen noch heute üblichen Namen nach Bischof Mor Gabriel (Mor: Heiliger), der von 634 bis 668 dort residierte. Die syrisch-aramäische Bezeichnung in lateinischer Umschrift ist Dayro d-mor Gabriel oder Dayro d-'umro d-mor Gabriel (deutsch Kloster des Heiligen Gabriel oder Kloster der Abtei des Heiligen Gabriel).
Das Kloster wird auch als Kloster von Qartmin bezeichnet. Qartmin (türkisch Yayvantepe) ist der Name des benachbarten, heute muslimischen Dorfes.

## Geschichte

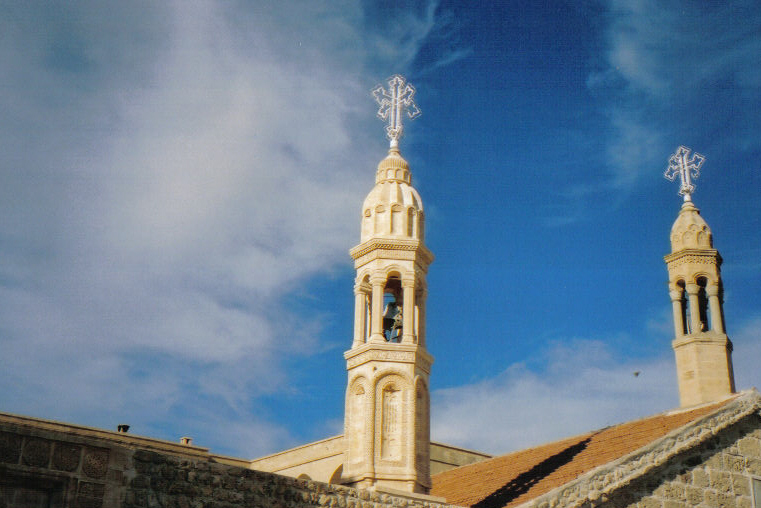
Die Türme von Mor Gabriel

Die Ursprünge des Klosters liegen in der Spätantike. Gegründet wurde es im Jahre 397 von Shmuel (Samuel) und seinem Schüler Samun (Simon). Seine Bedeutung wuchs schnell, und im 6. Jahrhundert lebten hier bereits bis zu 1000 sowohl einheimische als auch koptische Mönche. Zwischen 615 und 1049 befand sich hier der Bischofssitz des Tur Abdin. Einem der Bischöfe, Mor Gabriel aus Beth Qustan (im Amt von 634 bis †667/8), verdankt das Kloster seinen Namen. Im 7. Jahrhundert wurde es nach ihm benannt.
Das Kloster war ein wichtiges Zentrum für die syrischen Christen des Tur Abdin. Es unterhielt eine sehr bedeutende Bibliothek, von der heute jedoch fast nichts mehr erhalten ist (einige Manuskripte werden unter anderem in der British Library verwahrt); die Klosterschule spielte eine wichtige Rolle für die theologische Ausbildung in der Region und in der gesamten syrischen Kirche. Sie bildete auch viele hochrangige Kleriker und Gelehrte aus, unter anderem vier Patriarchen, einen Katholikos und 84 Bischöfe. Weithin bekannt wurde Mor Philoxenos von Mabug († 523), ein prominenter Gegner des Chalkedonismus. Ein Zitat von ihm beschreibt die damalige Bedeutung des Klosters: Wer siebenmal mit Ehre und Furcht das Kloster besucht, das vom Engel gegründet wurde, erwirbt dasselbe Verdienst, als ob er Jerusalem besuchen würde.

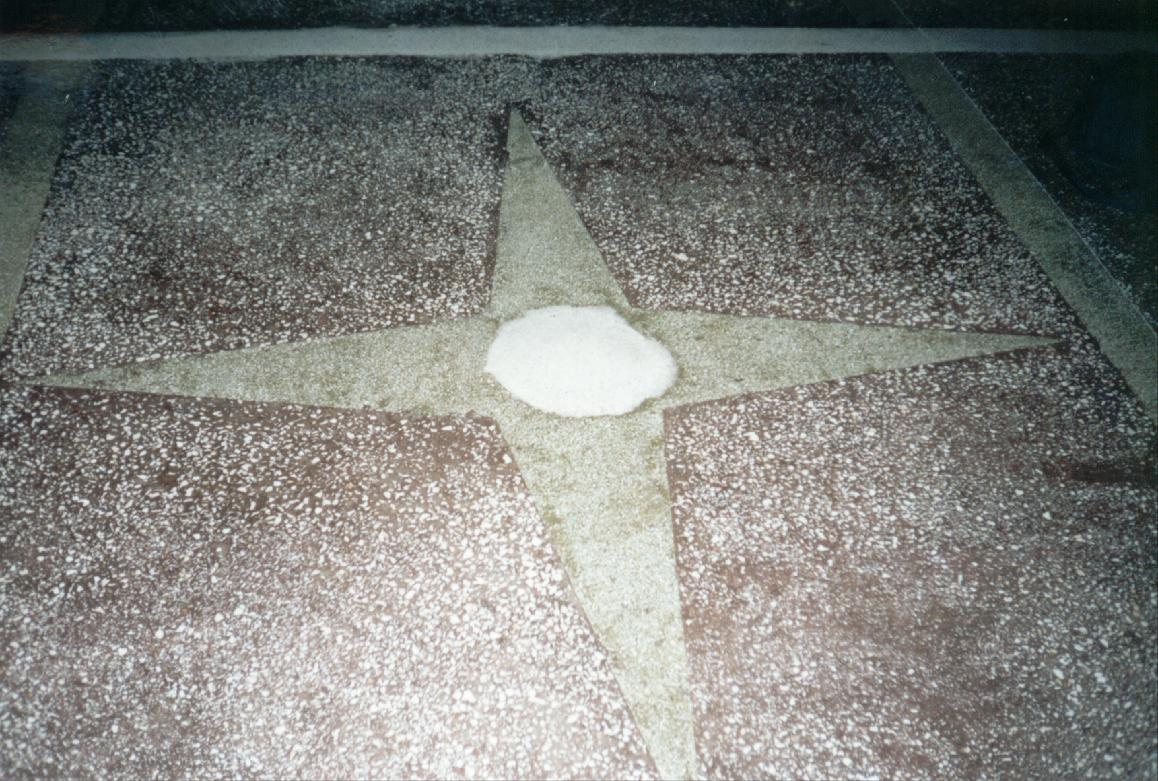
Der assyrische Stern auf dem Boden des Klosters

Die am Anfang des 6. Jahrhunderts errichtete Kuppel des Klosters besteht aus radial geschichteten Ziegeln und ruht auf Mauern aus Quaderwerk und Mörtelkern. Der Kuppelinnendurchmesser beträgt 11,50 m. Wahrscheinlich handelt es sich um eine Stiftung des römischen Kaisers Anastasius, der nach 506 zahlreiche christliche Kirchen und Klöster in dieser Region beschenkte.
Das Kloster war bis 1915 eine selbständige Diözese. In diesem Jahr wurden während des Genozids an den christlichen Minderheiten alle Bewohner des Klosters auf Veranlassung der osmanischen Regierung durch Kurden umgebracht.
Erst 1919 konnte es wieder von syrischen Christen bezogen werden. In den 1950er Jahren wurde mit Renovierungs- und Erweiterungsbauarbeiten begonnen und es wurde das klosterinterne Priesterseminar des Klosters Mor Gabriel eingerichtet, das 1980 von der türkischen Regierung wieder geschlossen wurde. In den folgenden Jahrzehnten wurde die Wasser- und Stromversorgung eingerichtet und eine Straße zum Kloster gebaut sowie ein Garten zur Selbstversorgung der Bewohner angelegt. Zum Schutz der ausgedehnten Klostergärten und der für die Autarkie des Klosters wichtigen Flächen vor einfallenden Viehherden wurde vor einigen Jahren eine Mauer um das Kloster gebaut.

## Das Kloster in der heutigen Zeit

### Allgemeines
Heute sind die syrisch-orthodoxen Christen eine Minderheit im Tur Abdin. Das Kloster ist soziales und religiöses Zentrum der Erzdiözese Tur Abdin und Wallfahrtsort. Mit der Weihe des Abtes Mor Timotheos Samuel Aktaş zum Erzbischof wurde es 1995 faktischer Bischofssitz des Tur Abdin (anstelle von Midyat). Im Jahre 2007 lebten neben dem Bischof drei Mönche, ungefähr 15 Nonnen, 40 Schüler sowie drei Familien der Lehrkräfte und der das Kloster bewirtschaftenden Arbeiter innerhalb der Klostermauern.
Im Jahre 1997 wurde vom Gouverneur der Provinz Mardin ein Verbot gegen die Klöster Mor Gabriel und Zafaran erlassen, ausländische Gäste zu beherbergen und Sprachunterricht in Aramäisch sowie Religionsunterricht zu erteilen. Internationale Proteste haben mittlerweile bewirkt, dass das Beherbergungsverbot wieder aufgehoben ist. Muttersprachlicher Unterricht in Aramäisch ist aber weiterhin untersagt.
2007 wurde der amtierende Abt des Klosters St. Jakob in Salah, Daniel Savci, zwei Tage lang entführt.

### Klagen

#### Ländereien
2008 wurde das Kloster Mor Gabriel von drei kurdischen Dörfern wegen „rechtswidriger Ansiedlung“ verklagt. Die Kläger bestritten den Anspruch der Mönche auf das von diesen seit Jahrhunderten bearbeitete Land. Aktuell ist im Rahmen des daraus resultierenden Gerichtsverfahrens das Kloster seitens staatlicher Behörden in der Türkei durch eine faktische Enteignung und Auflösung des Klosterbetriebes bedroht. Die Kläger werden durch lokale Politiker der regierenden AKP unterstützt. Die Europäische Union hat zu dem Prozess Beobachter entsandt.
Im Mai 2009 hat das Kloster einen Prozess beim Zivilgericht Midyat gegen eine umliegende Gemeinde in Sachen Verwaltungsgrenzen gewonnen. Der Kassationsgerichtshof in Ankara hat das für das Kloster positive erstinstanzliche Urteil aber aufgrund der Nichtzuständigkeit am 13. August 2010 aufgehoben und verwies die Zuständigkeit an das Verwaltungsgericht Midyat, wo der Fall erneut aufgerollt werden soll.
Am 24. Juni 2009 wurde in einem anderen Prozess über 27 Hektar Land zugunsten des Forstamts entschieden. Gegen diese Entscheidung wurde durch den Anwalt des Klosters Berufung eingelegt. In einem anderen Prozess hingegen wurden Ansprüche des Finanzamts Midyat negativ beschieden.
Ein weiterer Prozess wurde bis zur Entscheidung des Obersten Berufungsgericht der Türkei in der Forstsache vertagt und Mitte Januar 2011 entschieden. Ein Teil dieser Ländereien wurde per Gerichtsbeschluss dem türkischen Staat zugesprochen, da das Kloster keine rechtskräftigen Dokumente habe vorlegen können, die es als Eigentümer des Landes ausweisen würden.
Die deutsche Bundesregierung und alle Bundestagsfraktionen beobachten die Entwicklung aufmerksam und setzen sich für einen Erhalt des Klosters ein. Es gilt als ein 'Lackmustest’ für den Umgang der Türkei mit religiösen Minderheiten. Am 13. Juni 2012 diskutiert der Bundestag darüber und entscheidet über zwei vorliegende Anträge.
Am 10. Mai 2019 wurde der Antrag beim Europäischen Gerichtshof für Menschenrechte auf die Rückgabe der 27 Hektar großen Fläche um das Kloster herum abgelehnt. Die Stiftung des Klosters kündigte daraufhin weitere Beschwerden an.

#### Kirchen, Klöster und Friedhöfe
Im Sommer 2017 ging die türkische Regierung mit rund 50 Enteignungen von Kirchen, Klöstern und Friedhöfen gegen die syrisch-orthodoxen Christen vor, welche den Christen nach langen Gerichtsverfahren und Protesten aus dem Westen am 23. Mai 2018, also rund ein Jahr später, jedoch zurückgegeben wurden.
→ siehe auch Religionsfreiheit in der Türkei

## Äbte von Mor Gabriel
- Sabo Güneş, bis 1962
- Julius Yeshu Çiçek, 1962–1973
- Timotheos Samuel Aktaş, seit 1973